# Јован Гавра
Јован Гавра († 1460) - византијски кнез државе Теодоро на Криму у годинама 1444–1460 из династије Гавра.

## Кратка биографија
Био је син кнеза Алексија I Гавре. Жена му је била Марија Асен. Његова браћа су били владари кнежевине Теодоро: Алексије II Гавра (1434-1444) и Исак Гавра (1471-1474). 